# Грей-Уилсон, Уильям
Сэр Уильям Грей-Уилсон (англ. William Grey-Wilson; 7 апреля 1852, графство Кент, Великобритания — 14 февраля 1926) — британский государственный деятель и колониальный администратор, губернатор Багамских островов (1904—1912).

## Биография
Родился в семье Эндрю Уилсона, генерального инспектора больниц Почётной Ост-Индской компании и его жены Кэтрин Грей. Получил образование в Челтнемском колледже.
В 1874 г. становится личным секретарем губернатора Ямайки сэра Уильяма Грея, а в 1877 г. — вице-губернатора Британского Гондураса сэра Фредерика Барли. В 1878 г. был назначен секретарем Исполнительного и Законодательного советов Британского Гондураса, а в 1884 г. — помощником министра по делам колоний Золотого Берега.
- 1886—1890 гг. — секретарь по делам колоний на острове Святой Елены,
- 1890—1897 гг. — губернатор острова Святой Елены,
- 1897—1904 гг. — губернатор Фолклендских островов,
- 1904—1912 гг. — губернатор Багамских островов.

Был женат на Маргарет Грей-Уилсон, в семье родились два сына и дочь.

## Награды и звания
- Командор ордена Святых Михаила и Георгия (1904)
- Командор ордена Британской империи (1918)